# 983 Gunila
A 983 Gunila (ideiglenes jelöléssel 1922 ME) a Naprendszer kisbolygóövében található aszteroida. Karl Wilhelm Reinmuth fedezte fel 1922. július 30-án, Heidelbergben.